# Amen (musikgrupp)
Amen är ett amerikanskt cross over-band som leds av frontfiguren Casey Chaos som har långt förflutet inom punkscenen och är en stor beundrare av norsk black metal. Har släppt ett flertal skivor genom åren och Chaos är den ende kvarvarande originalmedlemmen.

## Medlemmar
Nuvarande medlemmar
- Casey Chaos (Karim Chmielinski) – sång, gitarr, basgitarr, trummor (1994–2009, 2014– )
- John Fahnestock – basgitarr (1999–2003, 2007–2009, 2014– )
- Duke Decter – gitarr, sång (2004–2009, 2014– )
- John King – gitarr (2005–2009, 2014– )

Tidigare medlemmar
- Greg Barrybauer – gitarr (1995)
- Shannon Larkin – trummor (1998–2002, 2004)
- Sonny Mayo – gitarr (1998–2002)
- Paul Fig (Paul Figueroa) – gitarr (1999–2001)
- Rich Jones – gitarr (2001–2004)
- Piggy D. (Matt Montgomery) – gitarr, basgitarr (2002–2004)
- Blake Plonsky – trummor (2003)
- Zach Hill – trummor (2003)
- Luke Johnson – trummor (2003–2005)
- Scotty S. Sorry – basgitarr (2003–2004)
- Acey Slade – gitarr (2004)
- Joe Letz – trummor (2005)
- Nate Manor – trummor (2005)
- Jinxx (Jeremy Ferguson) – gitarr (2005)
- Chris Alaniz – trummor (2007)

Turnerande medlemmar
- Roy Mayorga - trummor (2014-idag)

Bidragande musiker (studio)
- Dave Lombardo – trummor (2014)

## Diskografi
Studioalbum
- 1995 – Slave
- 1999 – Amen
- 2001 – We Have Come for Your Parents
- 2004 – Death Before Musick

Livealbum
- 2005 – Gun of a Preacher Man

EP
- 2000 – Coma America
- 2004 – Sampler

Singlar
- 2001 – "The Price of Reality"
- 2001 – "The Waiting 18"
- 2001 – "Too Hard to Be Free"
- 2004 – "California's Bleeding"

Samlingsalbum
- 2003 – Join or Die

Video
- 2004 – Caught In The Act (DVD)